# 君を大好きだ

「君を大好きだ」（きみをだいすきだ）は、Kis-My-Ft2の23作目のシングル。2019年2月6日にavex traxから発売された。

## 概要
表題曲はメンバーの北山宏光が主演を務める映画『トラさん〜僕が猫になったワケ〜』主題歌。初回盤に収録されるMVは11分を超えるドラマ仕立てとなっており、メンバーが学生服を着てバンド演奏をするシーンも含まれている。
EXTRA盤DVDには2018年12月8日から16日まで行われた『Kis-My-Ft2 LIVE TOUR 2018 YOU&ME Extra Yummy!!』から、12月9日開催の京セラドーム大阪公演を収録。
通常盤収録楽曲は全てタイアップソングとなっている。
全3形態（初回盤、EXTRA盤、通常盤）を予約すると先着でフォトブックレットに加え、メンバーが出演するdTVの配信番組「キスマイどきどきーん」のCMメイキング映像とダイジェスト映像を視聴できるシリアルナンバーをプレゼントされる。
通常盤のみを予約すると先着でドームコンサート「Kis-My-Ft2 LIVE TOUR 2018 YOU&ME Extra Yummy!!」最終公演となる2018年12月16日開催の東京ドーム公演で披露されたユニット曲4曲から1曲を視聴できるシリアルナンバーをプレゼントされるが、3形態予約特典であるフォトブックレット、シリアルナンバーとの同時入手は不可能。
今作EXTRA盤収録の「Still song for you」「星に願いを」は、後に2ndベストアルバム「BEST of Kis-My-Ft2」通常盤特典映像「ファン投票 BEST of LIVE SETLIST」にも収録。

### 販売形態
- 初回盤（AVCD-94356/B）：CD+DVD
- EXTRA盤（AVCD-94357/B）：CD+DVD
- 通常盤（AVCD-94358）：CD

## チャート成績
初週売上29.7万枚を記録し、2月18日付オリコン週間シングルランキングで1位を獲得。同チャートでの1位獲得はデビューシングル「Everybody Go」から23作連続23作目となった。
2019年12月8日までに、累計31万8738枚を売り上げ、2019年の年間オリコンアルバムランキングで18位を獲得した。

## 収録曲

### CD

#### 通常盤・EXTRA盤
※「Hurray! Hurray!」以降、通常盤のみ収録。
1. 君を大好きだ [4:39]
作詞：藤井フミヤ、作曲：ヨシダタクミ、編曲：亀田誠治
  - 北山宏光主演 ショウゲート配給映画『トラさん〜僕が猫になったワケ〜』主題歌[7]
2. Hurray! Hurray! [3:25]
作詞：KOMU、作曲・編曲：Octobar
  - ベネッセ「進研ゼミ 中学準備講座」CMソング[7]
3. 冒険者へ [3:55]
作詞：ケリー、作曲：Andreas Ohrn・Henrik Smith・川口進、編曲：Andreas Ohrn・Henrik Smith
  - dTV「キスマイどきどきーん! 」CMソング[7]
4. 君想い [4:47]
作詞・作曲・編曲：ベリーグッドマン
  - 「東京インテリア家具」CMソング[7]

「君、僕。」「君を大好きだ」に続く“君シリーズ”3部作の第3弾[7]。

#### 初回盤
1. 君を大好きだ
2. LIAR WORLD [4:19]
作詞：イワツボコーダイ、作曲：Albi Albertsson・Jonas Mengler・イワツボコーダイ、編曲：Jonas Mengler・宇佐美宏

### DVD

#### 初回盤
1. 「君を大好きだ」MUSIC VIDEO
2. 「君を大好きだ」MUSIC VIDEOメイキングドキュメント
3. 新企画!「キスマイもしもシリーズ〜第一弾〜」

#### EXTRA盤『Kis-My-Ft2 LIVE TOUR 2018 YOU&ME Extra Yummy!!』
1. Overture
2. HOME
3. Still song for you
4. Super Tasty!
5. PICK IT UP
6. I Scream Night
7. AAO
8. We are キスマイ!
9. Invitation
10. Break The Chains
11. FREEZE
12. 蜃気楼
13. Because I Love You
14. SHE! HER! HER!
15. Thank youじゃん!
16. Happy Birthday
17. ソライロ
18. Holy night with you
19. 君のいる街
20. SNOW DOMEの約束
21. ConneXion - 藤ヶ谷太輔・千賀健永・横尾渉
22. 星に願いを - 玉森裕太・宮田俊哉
23. 70億分の2 - 二階堂高嗣・千賀健永
24. REAL ME - 北山宏光・藤ヶ谷太輔
25. やっちゃった!! - 舞祭組
26. 赤い果実
27. Let it BURN!
28. Kiss魂
29. Tonight
30. 今はまだ遠く 果てしない夢も
31. 君、僕。
32. エンドロール（君を大好きだ オルゴールver.）

[ENCORE]
1. 光のシグナル
2. 青春 Don't Stop!!
3. Everybody Go

### シリアル動画
※両者先着特典。

#### 全3形態（初回盤・EXTRA盤・通常盤）同時予約特典
- dTV「キスマイどきどきーん!」CMメイキング&特別ダイジェストMOVIE

#### 1形態（通常盤のみ）予約特典
※1コードにつき1曲を選んで視聴可能。
- 「Kis-My-Ft2 LIVE TOUR 2018 YOU&ME Extra Yummy!!」ツアーファイナル（東京ドーム）スペシャルMOVIE
  - ConneXion - 藤ヶ谷太輔・千賀健永・横尾渉
  - 星に願いを - 玉森裕太・宮田俊哉
  - 70億分の2 - 二階堂高嗣・千賀健永
  - REAL ME - 北山宏光・藤ヶ谷太輔

## 特典
※全3形態（初回盤・EXTRA盤・通常盤）先着予約特典
- 「君を大好きだ + YOU&ME Extra Yummy!!」メモリアルフォトブックレット

## 収録作品
| 楽曲タイトル    | 収録                        | 収録                                    |
| --------------- | --------------------------- | --------------------------------------- |
| 君を大好きだ    | CDシングル                  | 『君を大好きだ』                        |
| 君を大好きだ    | ミュージック・ビデオ        | 『君を大好きだ』〈初回盤〉              |
| 君を大好きだ    | CDアルバム                  | 『FREE HUGS!』                          |
| 君を大好きだ    | ライブ映像                  | 『LIVE TOUR 2019 FREE HUGS!』           |
| 君を大好きだ    | CD （スペシャルエディット） | 『LIVE TOUR 2019 FREE HUGS!』〈通常盤〉 |
| 君を大好きだ    | CDアルバム                  | 『BEST of Kis-My-Ft2』                  |
| 君を大好きだ    | ミュージック・ビデオ        | 『BEST of Kis-My-Ft2』〈初回盤A〉       |
| 君を大好きだ    | ライブ映像                  | 『LIVE TOUR 2021 HOME』                 |
| LIAR WORLD      | CDシングル                  | 『君を大好きだ』〈初回盤〉              |
| Hurray! Hurray! | CDシングル                  | 『君を大好きだ』〈通常盤〉              |
| Hurray! Hurray! | ライブ映像                  | 『LIVE TOUR 2021 HOME』                 |
| 冒険者へ        | CDシングル                  | 『君を大好きだ』〈通常盤〉              |
| 君想い          | CDシングル                  | 『君を大好きだ』〈通常盤〉              |
| 君想い          | ライブ映像                  | 『LIVE TOUR 2020 To-y2』                |
| 君想い          | CD （スペシャルエディット） | 『LIVE TOUR 2020 To-y2』〈通常盤DVD〉   |